# Communauté de communes Interco Normandie Sud Eure
La communauté de communes Interco Normandie Sud Eure (ou Interco Normandie Sud Eure) est une communauté de communes française, située dans les départements de l'Eure, en région Normandie, et d'Eure-et-Loir, en région Centre-Val de Loire.

## Historique
Elle est créée par un arrêté interpréfectoral du 16 septembre 2016 qui a pris effet le 1er janvier 2017 par la fusion des communautés de communes suivantes :
- communauté de communes du Canton de Rugles,
- communauté de communes du pays de Verneuil-sur-Avre,
- communauté de communes du canton de Breteuil-sur-Iton,
- communauté de communes du Pays de Damville,
- communauté de communes rurales du Sud de l'Eure.

En 2018, le périmètre évolue avec le détachement :
- de Louye, Rueil-la-Gadelière, La Madeleine-de-Nonancourt et Saint-Georges-Motel qui rejoignent de la communauté d'agglomération du Pays de Dreux ;
- d'Acon, Courdemanche, Droisy, Illiers-l'Évêque, Marcilly-la-Campagne, Mesnil-sur-l'Estrée, Moisville, Muzy et Saint-Germain-sur-Avre qui rejoignent la communauté d'agglomération d'Évreux Portes de Normandie.

## Territoire communautaire

### Géographie
Située dans le sud du département de l'Eure, la communauté de communes Interco Normandie Sud Eure regroupe 41 communes et s'étend sur 811,4 km2.

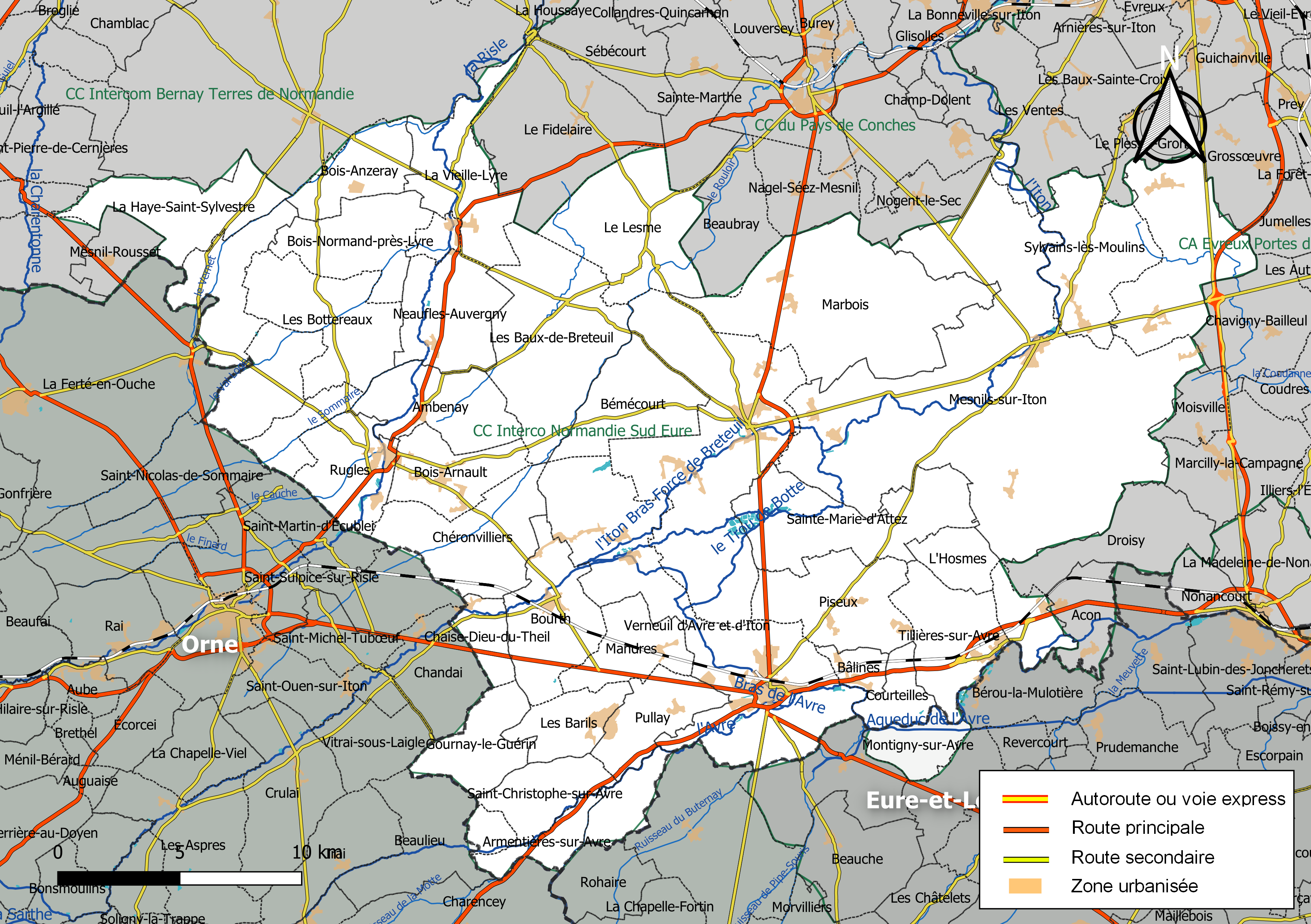
Carte de la communauté de communes Interco Normandie Sud Eure au 1er janvier 2019.

### Composition
En 2023, la communauté de communes est composée des 41 communes suivantes :

| Nom                               | Code Insee | Gentilé             | Superficie (km2) | Population (dernière pop. légale) | Densité (hab./km2) |
| --------------------------------- | ---------- | ------------------- | ---------------- | --------------------------------- | ------------------ |
| Verneuil d'Avre et d'Iton (siège) | 27679      |                     | 56               | 7 262 (2022)                      | 130                |
| Ambenay                           | 27009      | Ambenaysiens        | 16,8             | 551 (2022)                        | 33                 |
| Armentières-sur-Avre              | 27019      | Armentiérois        | 6,11             | 161 (2022)                        | 26                 |
| Bâlines                           | 27036      | Bâlinois            | 3,73             | 545 (2022)                        | 146                |
| Les Barils                        | 27038      | Barilois            | 9,53             | 270 (2022)                        | 28                 |
| Les Baux-de-Breteuil              | 27043      |                     | 34,22            | 686 (2022)                        | 20                 |
| Bémécourt                         | 27054      | Bémécourtois        | 17,11            | 557 (2022)                        | 33                 |
| Bois-Anzeray                      | 27068      |                     | 11,61            | 186 (2022)                        | 16                 |
| Bois-Arnault                      | 27069      | Arnauciens          | 12,9             | 699 (2022)                        | 54                 |
| Bois-Normand-près-Lyre            | 27075      | Bois-Normantois     | 16,88            | 371 (2022)                        | 22                 |
| Les Bottereaux                    | 27096      | Botteratiens        | 22,13            | 347 (2022)                        | 16                 |
| Bourth                            | 27108      | Bourthois           | 18,63            | 1 166 (2022)                      | 63                 |
| Breteuil                          | 27112      | Bretoliens          | 55,05            | 4 284 (2022)                      | 78                 |
| Breux-sur-Avre                    | 27115      | Brédiens            | 7,08             | 336 (2022)                        | 47                 |
| Chaise-Dieu-du-Theil              | 27137      | Casadéens           | 5,93             | 207 (2022)                        | 35                 |
| Chambois                          | 27032      |                     | 27,6             | 1 347 (2022)                      | 49                 |
| Chambord                          | 27139      | Chambourdins        | 14,62            | 172 (2022)                        | 12                 |
| Chennebrun                        | 27155      | Chennebrunois       | 2,92             | 100 (2022)                        | 34                 |
| Chéronvilliers                    | 27156      | Chéronvilliageois   | 21,51            | 457 (2022)                        | 21                 |
| Courteilles                       | 27182      | Courteillois        | 6,24             | 177 (2022)                        | 28                 |
| Gournay-le-Guérin                 | 27291      | Gournayais          | 12,27            | 119 (2022)                        | 9,7                |
| La Haye-Saint-Sylvestre           | 27323      | Saint-Sylvestréens  | 18,64            | 293 (2022)                        | 16                 |
| L'Hosmes                          | 27341      | L'Hosmois           | 6,74             | 66 (2022)                         | 9,8                |
| Juignettes                        | 27359      | Juignettois         | 12,96            | 293 (2022)                        | 23                 |
| Le Lesme                          | 27565      |                     | 26,5             | 702 (2022)                        | 26                 |
| Mandres                           | 27383      | Mandrais            | 11,79            | 350 (2022)                        | 30                 |
| Marbois                           | 27157      |                     | 46,54            | 1 307 (2022)                      | 28                 |
| Mesnils-sur-Iton                  | 27198      |                     | 125,03           | 6 142 (2022)                      | 49                 |
| Montigny-sur-Avre                 | 28263      |                     | 7,26             | 272 (2022)                        | 37                 |
| Neaufles-Auvergny                 | 27427      | Néovergniens        | 17,35            | 413 (2022)                        | 24                 |
| La Neuve-Lyre                     | 27431      | Lyrois              | 2,85             | 532 (2022)                        | 187                |
| Piseux                            | 27457      | Pisotins            | 19,63            | 691 (2022)                        | 35                 |
| Pullay                            | 27481      | Pullaysiens         | 12,03            | 387 (2022)                        | 32                 |
| Rugles                            | 27502      | Ruglois             | 14,1             | 2 199 (2022)                      | 156                |
| Saint-Antonin-de-Sommaire         | 27508      | Antoniniens         | 7,16             | 213 (2022)                        | 30                 |
| Saint-Christophe-sur-Avre         | 27521      | Saint-Christophiens | 10,76            | 141 (2022)                        | 13                 |
| Saint-Victor-sur-Avre             | 27610      | Saint-Victoriens    | 6,9              | 56 (2022)                         | 8,1                |
| Sainte-Marie-d'Attez              | 27578      |                     | 26,04            | 579 (2022)                        | 22                 |
| Sylvains-Lès-Moulins              | 27693      |                     | 23,88            | 1 280 (2022)                      | 54                 |
| Tillières-sur-Avre                | 27643      | Tilliérois          | 16,76            | 1 037 (2022)                      | 62                 |
| La Vieille-Lyre                   | 27685      | Lyrois              | 19,63            | 653 (2022)                        | 33                 |

### Démographie
| 1968   | 1975   | 1982   | 1990   | 1999   | 2009   | 2014   | 2020   |
| ------ | ------ | ------ | ------ | ------ | ------ | ------ | ------ |
| 30 402 | 31 711 | 32 405 | 33 858 | 35 156 | 37 667 | 38 939 | 37 865 |

## Organisation

### Siège
Le siège de la communauté de communes est situé à Verneuil d'Avre et d'Iton, 84 Rue du Canon.

### Élus
Le conseil communautaire de la communauté de communes se compose pour la mandature 2020-2026 de 71 conseillers municipaux représentant chacune des  communes membres et répartis en fonction de leur population de la manière suivante :

- 11 délégués pour Verneuil d'Avre et d'Iton ;

-  8 délégués pour Mesnils-sur-Iton ;

-  6 délégués  pour Breteuil ;

- 3 délégués pour Rugles ;

- 2 délégués pour Bourth, Chambois, Marbois,  Piseux, Sylvains-Lès-Moulins, Tillières-sur-Avre ;

- 1 délégué ou son suppléant pour les 31 autres communes.

Au terme des élections municipales de 2020 dans l'Eure et en Eure-et-Loir, le conseil communautaire renouvelé a réélu son président, Jean-Luc Boulogne, maire de L'Hosmes.
Celui-ci ayant démissionné, le conseil communautaire du 14 avril 2022 a élu sa nouvelle présidente, Nathalie Noël, maire déléguée de Cintray et maire-adjointe de Breteuil, ainsi que ses 13 vice-présidents, qui sont : 
1. Alain Petitbon, prelier maire-adjoint de Piseux, chargé de la contractualisation et des marchés publics ;
2. Sylvie Cormier, maire d'Ambenay, chargée des relations avec le territoire et de ka démarche participative ;
3. Gérard Chéron, maire de Breteuil, chargé du grand cycle de l’eau ;
4. Delphine Lepeltier, chargée des sports ;
5. Thierry Roméro, maire-adjoint de Mesnils-sur-Iton, chargé du développement durable  ;
6. Denis Guitton, maire de Rugles, chargé de la santé ;
7. Claude Amigon, maire-adjoint de Breteuil, chargé de la voirie, des bâtiments et des espaces verts ;
8. Mohamed Bensalah, maire-adjoint de Verneuil-d’Avre-et-d’Iton, chargé de l'aménagement du territoire, de la ruralité et de l’urbanisme ;
9. Xavier Lebon, premier maire-adjoint de Mesnils-sur-Iton, chargé du tourisme et du patrimoine ;
10. Jean-Claude Provost, conseiller municipal de Rugles, chargé du développement économique et de l'attractivité du territoire :
11. Jules Privé, maire de Gournay-le-Guérin, chargé de la communication ;
12. Frédéric Rey, maire délégué de Verneuil-sur-Avre, chargé de la transition énergétique ;
13. Michèle Chauvière, élue de Mesnils-Sur-Iton, chargée des relations sociales et humaines.

Le bureau communautaire pour la fin de la mandature 2020-2024 est constitué du président, des 13 vice-présidents et de six conseillers délégués, représentants des quatre villes pôles et des deux plus jeunes maires du territoire.

### Liste des présidents
| Période       | Période    | Identité          | Étiquette | Qualité |
| ------------- | ---------- | ----------------- | --------- | --- |
| janvier 2017, | avril 2022 | Jean-Luc Boulogne | UDI       | Cadre dirigeant retraité d’une entreprise à Tillières-sur-Avre Maire de L'Hosmes (2014 → ) Président de la CC du Pays de Damville (2015 → 2016) Démissionnaire |
| avril 2022    | En cours   | Nathalie Noël     |           | Maire déléguée de Cintray Maire-adjointe de Breteuil |

### Compétences
La communauté de communes exerce les compétences qui lui ont été transférées par les communes membres, dans les conditions déterminées par le code général des collectivités territoriales. Il s'agit de : 
- Développement économique et touristique : actions de développement économique ; zones d’activité ; politique locale du commerce et soutien aux activités commerciales d’intérêt communautaire ; villages entreprises sur l’ensemble du territoire ; promotion du tourisme, dont la création d’offices de tourisme ;
- Aménagement de l’espace communautaire : schéma de cohérence territoriale plan local d'urbanisme et autres documents d’urbanisme,  zones d’aménagement concerté d’intérêt communautaire.
- Gens du voyage : aires d’accueil  et terrains familiaux locatifs
- Déchets : collecte et traitement des déchets des ménages et déchets assimilés, déchèteries et points d’apports volontaires sur l’ensemble du territoire ;
- GEMAPI : aménagement d’un bassin ou d’une fraction de bassin hydraulique ; entretien et aménagement d’un cours d’eau, canal, lac ou plan d’eau, y compris les accès à ce cours d’eau, à ce canal, à ce lac ou à ce plan d’eau ; défense contre inondations et contre la mer ; protection et la restauration des sites, des écosystèmes aquatiques et des zones humides ainsi que des formations boisées riveraines ;
- Assainissement des eaux usées ;
- Voirie : création, aménagement, entretien de la voirie communautaire ; Parcours pédestres, cyclable et de santé (chemins verts balisés et GR, chemins ruraux et de randonnées de proximité, voies verts balisées, vélo route, vélo rail), haltes vélos.
- Politique du logement et de cadre de vie : logement social d’intérêt communautaire et action, par des opérations d’intérêt communautaire, en faveur du logement des personnes défavorisées, programmes de réhabilitation de l’habitat existant (PIG, OPAH) dans le cadre de partenariats avec les propriétaires occupants ou bailleurs et des organismes compétents.
- Équipements sportifs et culturels et politique sportive d’intérêt communautaire.
- Maisons de services au Public
- Action sociale d’intérêt communautaire
- Haut et très haut débit
- Santé : mise en place d’actions de santé en matière d’information, de prévention et de soins. Participation à la réalisation des projets répondant à ces objectifs ; équipements destinés aux professionnels de santé regroupés en pôle ou maison de santé.
- Patrimoine : définition d’un projet de valorisation patrimoniale, économique et touristique de l’Abbaye Saint-Nicolas et de ses abords, située à Verneuil d’Avre et d’Iton: sauvegarde, porté à connaissance (communication, promotion, médiation, mise en réseaux…), sauvegarde de l’ouvrage d’art dit “Le Becquet”.
- Mobilité : la communauté de communes est « Autorité Organisatrice de la mobilité locale (AOML) » sur l’ensemble de son territoire à compter du 1er juillet 2021 .

### Régime fiscal et budget
La communauté de communes est un établissement public de coopération intercommunale à fiscalité propre.
Afin de financer l'exercice de ses compétences, l'intercommunalité perçoit la fiscalité professionnelle unique (FPU) – qui a succédé à la taxe professionnelle unique (TPU) – et assure une péréquation de ressources entre les communes résidentielles et celles dotées de zones d'activité.
Elle perçoit également une taxe d'enlèvement des ordures ménagères (TEOM), qui finance le fonctionnement de ce service public, ainsi qu'une bonificatiuon de sa dotation globale de fonctionnement.
Elle ne reverse pas de dotation de solidarité communautaire (DSC) à ses communes membres.

## Projets et réalisations
Conformément aux dispositions légales, une communauté de communes a pour objet d'associer des « communes au sein d'un espace de solidarité, en vue de l'élaboration d'un projet commun de développement et d'aménagement de l'espace ».